# Jan Záhrobský z Těšína
Jan Záhrobský z Těšína (kol. r. 1523, Záhrobí – 1590, Klatovy) byl český spisovatel, pedagog, radní a písař v Klatovech.
Studoval na pražské utrakvistické univerzitě, kde získal roku 1543 bakalářský a roku 1545 magisterský titul. Na přelomu 40. a 50. let 16. století působil krátce jako profesor na své alma mater. Počátkem 50. let se usadil v Klatovech, kde se oženil a získal značné jmění. Po zbytek života působil jako radní písař. Roku 1560 dosáhl nobilitace. Zemřel počátkem léta 1590. Známi jsou jeho synové Daniel a Pavel.
Je autorem divadelní hry Traica historia vo knězi neb knížeti Heli a jeho synech (1580), kde mj. vylíčil dvojí požár města Klatov v letech 1579 a 1580.